# Hideki Maeda
Hideki Maeda (n. 13 mai 1954) este un fost fotbalist japonez.

## Statistici
| Japonia | Japonia | Japonia |
| An      | Meciuri | Goluri  |
| ------- | ------- | ------- |
| 1975    | 5       | 1       |
| 1976    | 6       | 1       |
| 1977    | 3       | 0       |
| 1978    | 7       | 1       |
| 1979    | 9       | 3       |
| 1980    | 11      | 3       |
| 1981    | 11      | 0       |
| 1982    | 3       | 0       |
| 1983    | 7       | 2       |
| 1984    | 3       | 0       |
| Total   | 65      | 11      |